# Neckera aptychoides
Neckera aptychoides là một loài rêu trong họ Neckeraceae. Loài này được Schlieph. ex Müll. Hal. mô tả khoa học đầu tiên năm 1857.